# Phyllophila decolorata
Phyllophila decolorata là một loài bướm đêm trong họ Noctuidae.